# Playoffs NBA 1992
Navigation
Édition précédente Édition suivante
Les Playoffs NBA 1992 sont les playoffs de la saison NBA 1991-1992. Ils ont été remportés par les Bulls de Chicago de Michael Jordan et Scottie Pippen qui ont battu les Trail Blazers de Portland 4 manches à 2. Ils remportent ainsi le deuxième titre consécutif de leur histoire. Michael Jordan remporte son second trophée de MVP des Finales.

## Fonctionnement
Au premier tour, l'équipe classée numéro 1 affronte l'équipe classée numéro 8, la numéro 2 la 7, la 3 la 6 et la 4 la 5. En demi-finale de conférence, l'équipe vainqueur de la série entre la numéro 1 et la numéro 8 rencontre l'équipe vainqueur de la série entre la numéro 4 et la numéro 5, et l'équipe vainqueur de la série entre la numéro 2 et la numéro 7 rencontre l'équipe vainqueur de la série entre la numéro 3 et la numéro 6. Les vainqueurs des demi-finales de conférence s'affrontent en finale de conférence. Les deux équipes ayant remporté la finale de leur conférence respective (Est ou Ouest) sont nommées championnes de conférence et se rencontrent ensuite pour une série déterminant le champion NBA.
Chaque série de playoffs se déroule au meilleur des 7 matches, sauf le premier tour qui se joue au meilleur des 5 matches.

## Classements de la saison régulière
| Champion de division | Qualifié pour les playoffs | Non qualifié pour les playoffs |

| Conférence Est | Conférence Est         | Conférence Est | Conférence Est | Conférence Est |
| No             | Franchise              | Vic.           | Déf.           | PCT            |
| -------------- | ---------------------- | -------------- | -------------- | -------------- |
| 1              | Bulls de Chicago C     | 67             | 15             | 81.7           |
| 2              | Celtics de Boston      | 51             | 31             | 62.2           |
| 3              | Cavaliers de Cleveland | 57             | 25             | 69.5           |
| 4              | Knicks de New York     | 51             | 31             | 62.2           |
| 5              | Pistons de Détroit     | 48             | 34             | 58.5           |
| 6              | Nets du New Jersey     | 40             | 42             | 48.8           |
| 7              | Pacers de l'Indiana    | 40             | 42             | 48.8           |
| 8              | Heat de Miami          | 38             | 44             | 46.3           |
|                |                        |                |                |                |
| 9              | Hawks d'Atlanta        | 38             | 44             | 46.3           |
| 10             | 76ers de Philadelphie  | 35             | 47             | 42.7           |
| 11             | Bucks de Milwaukee     | 31             | 51             | 37.8           |
| 11             | Hornets de Charlotte   | 31             | 51             | 37.8           |
| 13             | Bullets de Washington  | 25             | 57             | 30.5           |
| 14             | Magic d'Orlando        | 21             | 61             | 25.6           |

| Conférence Ouest | Conférence Ouest          | Conférence Ouest | Conférence Ouest | Conférence Ouest |
| No               | Franchise                 | Vic.             | Déf.             | PCT              |
| ---------------- | ------------------------- | ---------------- | ---------------- | ---------------- |
| 1                | Trail Blazers de Portland | 57               | 25               | 69.5             |
| 2                | Jazz de l'Utah            | 55               | 27               | 67.1             |
| 3                | Warriors de Golden State  | 55               | 27               | 67.1             |
| 4                | Suns de Phoenix           | 53               | 29               | 64.6             |
| 5                | Spurs de San Antonio      | 47               | 35               | 57.3             |
| 6                | SuperSonics de Seattle    | 47               | 35               | 57.3             |
| 7                | Clippers de Los Angeles   | 45               | 37               | 54.9             |
| 8                | Lakers de Los Angeles     | 43               | 39               | 52.4             |
|                  |                           |                  |                  |                  |
| 9                | Rockets de Houston        | 42               | 40               | 51.2             |
| 10               | Kings de Sacramento       | 29               | 53               | 35.4             |
| 11               | Nuggets de Denver         | 24               | 58               | 29.3             |
| 11               | Mavericks de Dallas       | 22               | 60               | 26.8             |
| 13               | Timberwolves du Minnesota | 15               | 67               | 18.3             |

C - Champions NBA

## Tableau
|  | 1er tour         | 1er tour                | 1er tour                  |   |                           | Demi-finales de Conférence | Demi-finales de Conférence | Demi-finales de Conférence |  |   | Finales de Conférence     | Finales de Conférence | Finales de Conférence |  |    | Finales NBA      | Finales NBA | Finales NBA |
|  |                  |                         |                           |   |                           |                            |                            |                            |  |   |                           |                       |                       |  |    |                  |             |             |
|  | 1                | Bulls de Chicago        | 3                         |   |                           |                            |                            |                            |  |   |                           |                       |                       |  |    |                  |             |             |
|  | 8                | Heat de Miami           | 0                         |   |                           |                            |                            |                            |  |   |                           |                       |                       |  |    |                  |             |             |
|  | 8                | Heat de Miami           | 0                         |   | 1                         | Bulls de Chicago           | 4                          |                            |  |   |                           |                       |                       |  |    |                  |             |             |
|  |                  |                         |                           |   | 1                         | Bulls de Chicago           | 4                          |                            |  |   |                           |                       |                       |  |    |                  |             |             |
|  |                  | 4                       | Knicks de New York        | 3 |                           |                            |                            |                            |  |   |                           |                       |                       |  |    |                  |             |             |
|  | 4                | 4                       | Knicks de New York        | 3 | Knicks de New York        | 3                          |                            |                            |  |   |                           |                       |                       |  |    |                  |             |             |
|  | 4                |                         |                           |   | Knicks de New York        | 3                          |                            |                            |  |   |                           |                       |                       |  |    |                  |             |             |
|  | 5                | Pistons de Détroit      | 2                         |   |                           |                            |                            |                            |  |   |                           |                       |                       |  |    |                  |             |             |
|  | 5                | Pistons de Détroit      | 2                         |   |                           |                            |                            |                            |  | 1 | Bulls de Chicago          | 4                     |                       |  |    |                  |             |             |
|  | Conférence Est   |                         |                           |   |                           |                            |                            |                            |  | 1 | Bulls de Chicago          | 4                     |                       |  |    |                  |             |             |
|  |                  | 3                       | Cavaliers de Cleveland    | 2 |                           |                            |                            |                            |  |   |                           |                       |                       |  |    |                  |             |             |
|  | 3                | 3                       | Cavaliers de Cleveland    | 2 | Cavaliers de Cleveland    | 3                          |                            |                            |  |   |                           |                       |                       |  |    |                  |             |             |
|  | 3                |                         |                           |   | Cavaliers de Cleveland    | 3                          |                            |                            |  |   |                           |                       |                       |  |    |                  |             |             |
|  | 6                | Nets du New Jersey      | 1                         |   |                           |                            |                            |                            |  |   |                           |                       |                       |  |    |                  |             |             |
|  | 6                | Nets du New Jersey      | 1                         |   | 3                         | Cavaliers de Cleveland     | 4                          |                            |  |   |                           |                       |                       |  |    |                  |             |             |
|  |                  |                         |                           |   | 3                         | Cavaliers de Cleveland     | 4                          |                            |  |   |                           |                       |                       |  |    |                  |             |             |
|  |                  | 2                       | Celtics de Boston         | 3 |                           |                            |                            |                            |  |   |                           |                       |                       |  |    |                  |             |             |
|  | 2                | 2                       | Celtics de Boston         | 3 | Celtics de Boston         | 3                          |                            |                            |  |   |                           |                       |                       |  |    |                  |             |             |
|  | 2                |                         |                           |   | Celtics de Boston         | 3                          |                            |                            |  |   |                           |                       |                       |  |    |                  |             |             |
|  | 7                | Pacers de l'Indiana     | 0                         |   |                           |                            |                            |                            |  |   |                           |                       |                       |  |    |                  |             |             |
|  | 7                | Pacers de l'Indiana     | 0                         |   |                           |                            |                            |                            |  |   |                           |                       |                       |  | E1 | Bulls de Chicago | 4           |             |
|  |                  |                         |                           |   |                           |                            |                            |                            |  |   |                           |                       |                       |  | E1 | Bulls de Chicago | 4           |             |
|  |                  | O1                      | Trail Blazers de Portland | 2 |                           |                            |                            |                            |  |   |                           |                       |                       |  |    |                  |             |             |
|  | 1                | O1                      | Trail Blazers de Portland | 2 | Trail Blazers de Portland | 3                          |                            |                            |  |   |                           |                       |                       |  |    |                  |             |             |
|  | 1                |                         |                           |   | Trail Blazers de Portland | 3                          |                            |                            |  |   |                           |                       |                       |  |    |                  |             |             |
|  | 8                | Lakers de Los Angeles   | 1                         |   |                           |                            |                            |                            |  |   |                           |                       |                       |  |    |                  |             |             |
|  | 8                | Lakers de Los Angeles   | 1                         |   | 1                         | Trail Blazers de Portland  | 4                          |                            |  |   |                           |                       |                       |  |    |                  |             |             |
|  |                  |                         |                           |   | 1                         | Trail Blazers de Portland  | 4                          |                            |  |   |                           |                       |                       |  |    |                  |             |             |
|  |                  | 4                       | Suns de Phoenix           | 1 |                           |                            |                            |                            |  |   |                           |                       |                       |  |    |                  |             |             |
|  | 4                | 4                       | Suns de Phoenix           | 1 | Suns de Phoenix           | 3                          |                            |                            |  |   |                           |                       |                       |  |    |                  |             |             |
|  | 4                |                         |                           |   | Suns de Phoenix           | 3                          |                            |                            |  |   |                           |                       |                       |  |    |                  |             |             |
|  | 5                | Spurs de San Antonio    | 0                         |   |                           |                            |                            |                            |  |   |                           |                       |                       |  |    |                  |             |             |
|  | 5                | Spurs de San Antonio    | 0                         |   |                           |                            |                            |                            |  | 1 | Trail Blazers de Portland | 4                     |                       |  |    |                  |             |             |
|  | Conférence Ouest |                         |                           |   |                           |                            |                            |                            |  | 1 | Trail Blazers de Portland | 4                     |                       |  |    |                  |             |             |
|  |                  | 2                       | Jazz de l'Utah            | 2 |                           |                            |                            |                            |  |   |                           |                       |                       |  |    |                  |             |             |
|  | 3                | 2                       | Jazz de l'Utah            | 2 | Warriors de Golden State  | 1                          |                            |                            |  |   |                           |                       |                       |  |    |                  |             |             |
|  | 3                |                         |                           |   | Warriors de Golden State  | 1                          |                            |                            |  |   |                           |                       |                       |  |    |                  |             |             |
|  | 6                | SuperSonics de Seattle  | 3                         |   |                           |                            |                            |                            |  |   |                           |                       |                       |  |    |                  |             |             |
|  | 6                | SuperSonics de Seattle  | 3                         |   | 6                         | SuperSonics de Seattle     | 1                          |                            |  |   |                           |                       |                       |  |    |                  |             |             |
|  |                  |                         |                           |   | 6                         | SuperSonics de Seattle     | 1                          |                            |  |   |                           |                       |                       |  |    |                  |             |             |
|  |                  | 2                       | Jazz de l'Utah            | 4 |                           |                            |                            |                            |  |   |                           |                       |                       |  |    |                  |             |             |
|  | 2                | 2                       | Jazz de l'Utah            | 4 | Jazz de l'Utah            | 3                          |                            |                            |  |   |                           |                       |                       |  |    |                  |             |             |
|  | 2                |                         |                           |   | Jazz de l'Utah            | 3                          |                            |                            |  |   |                           |                       |                       |  |    |                  |             |             |
|  | 7                | Clippers de Los Angeles | 2                         |   |                           |                            |                            |                            |  |   |                           |                       |                       |  |    |                  |             |             |

## Résultats

### Premier tour

#### Conférence Est
- Celtics de Boston - Pacers de l'Indiana : 3-0
  - 23 avril : Pacers de l'Indiana	- Celtics de Boston 113-124
  - 25 avril : Pacers de l'Indiana	- Celtics de Boston 112-119
  - 27 avril : Celtics de Boston - Pacers de l'Indiana 102-98

- Knicks de New York - Pistons de Détroit : 3-2
  - 24 avril : Pistons de Detroit - Knicks de New York 75-109
  - 26 avril : Pistons de Detroit - Knicks de New York 89-88
  - 28 avril : Knicks de New York	- Pistons de Detroit 90-87
  - 1er mai : Knicks de New York	- Pistons de Detroit 82-86
  - 3 mai : Pistons de Detroit - Knicks de New York 87-94

- Cavaliers de Cleveland - New Jersey Nets : 3-1
  - 23 avril : New Jersey Nets - Cavaliers de Cleveland  113-120
  - 25 avril : New Jersey Nets - Cavaliers de Cleveland  96-118
  - 28 avril : Cavaliers de Cleveland  - New Jersey Nets 104-109
  - 30 avril : Cavaliers de Cleveland  - New Jersey Nets 98-89

- Bulls de Chicago - Heat de Miami : 3-0
  - 24 avril : Heat de Miami - Bulls de Chicago 94-113
  - 26 avril : Heat de Miami - Bulls de Chicago 90-120
  - 29 avril : Bulls de Chicago - Heat de Miami 119-114

#### Conférence Ouest
- SuperSonics de Seattle - Warriors de Golden State : 3-1
  - 23 avril : SuperSonics de Seattle - Warriors de Golden State 117-109
  - 25 avril : SuperSonics de Seattle - Warriors de Golden State 101-115
  - 28 avril : Warriors de Golden State	- SuperSonics de Seattle 128-129
  - 30 avril : Warriors de Golden State	- SuperSonics de Seattle 116-119

- Trail Blazers de Portland - Lakers de Los Angeles
  - 23 avril : Lakers de Los Angeles - Trail Blazers de Portland 102-115
  - 25 avril : Lakers de Los Angeles - Trail Blazers de Portland 79-101
  - 29 avril : Trail Blazers de Portland	- Lakers de Los Angeles 119-121
  - 3 mai : Trail Blazers de Portland - Lakers de Los Angeles 102-76

- Suns de Phoenix - Spurs de San Antonio : 3-0
  - 24 avril : Spurs de San Antonio - Suns de Phoenix 111-117
  - 26 avril : Spurs de San Antonio - Suns de Phoenix 107-119
  - 29 avril : Suns de Phoenix - Spurs de San Antonio 101-92

- Jazz de l'Utah - Los Angeles Clippers : 3-2
  - 24 avril : Los Angeles Clippers - Jazz de l'Utah 97-115
  - 26 avril : Los Angeles Clippers - Jazz de l'Utah 92-103
  - 28 avril : Jazz de l'Utah - Los Angeles Clippers 88-98
  - 3 mai : Jazz de l'Utah	- Los Angeles Clippers 107-115
  - 4 mai : Los Angeles Clippers - Jazz de l'Utah 89-98

### Demi-finales de Conférence

#### Conférence Est
- Cavaliers de Cleveland - Celtics de Boston 4-3
  - 2 mai : Celtics de Boston - Cavaliers de Cleveland  76-101
  - 4 mai : Celtics de Boston - Cavaliers de Cleveland  104-98
  - 8 mai : Cavaliers de Cleveland  - Celtics de Boston 107-110
  - 10 mai : Cavaliers de Cleveland  - Celtics de Boston 114-112
  - 13 mai : Celtics de Boston - Cavaliers de Cleveland  98-114
  - 15 mai : Cavaliers de Cleveland  - Celtics de Boston 91-122
  - 17 mai : Celtics de Boston - Cavaliers de Cleveland  104-122

- Bulls de Chicago - Knicks de New York : 4-3
  - 5 mai : Knicks de New York - Bulls de Chicago 94-89
  - 7 mai : Knicks de New York - Bulls de Chicago 78-86
  - 9 mai : Bulls de Chicago - Knicks de New York 94-86
  - 10 mai : Bulls de Chicago - Knicks de New York 86-93
  - 12 mai : Knicks de New York	- Bulls de Chicago 88-96
  - 14 mai : Bulls de Chicago - Knicks de New York 86-100
  - 17 mai : Knicks de New York - Bulls de Chicago 81-110

#### Conférence Ouest
- Jazz de l'Utah - SuperSonics de Seattle : 4-1
  - 6 mai : SuperSonics de Seattle - Jazz de l'Utah 100-108
  - 8 mai : SuperSonics de Seattle - Jazz de l'Utah 97-103
  - 10 mai : Jazz de l'Utah - SuperSonics de Seattle 98-104
  - 12 mai : Jazz de l'Utah	- SuperSonics de Seattle 89-83
  - 14 mai : SuperSonics de Seattle - Jazz de l'Utah 100-111

- Trail Blazers de Portland - Suns de Phoenix : 4-1
  - 5 mai : Suns de Phoenix - Trail Blazers de Portland 111-113
  - 7 mai : Suns de Phoenix - Trail Blazers de Portland 119-126
  - 9 mai : Trail Blazers de Portland - Suns de Phoenix 117-124
  - 11 mai : Trail Blazers de Portland - Suns de Phoenix 153-151
  - 14 mai : Suns de Phoenix - Trail Blazers de Portland 106-118

### Finales de Conférence

#### Conférence Est
- Bulls de Chicago - Cavaliers de Cleveland : 4-2
  - 19 mai : Cavaliers de Cleveland  - Bulls de Chicago 89-103
  - 21 mai : Cavaliers de Cleveland  - Bulls de Chicago 107-81
  - 23 mai : Bulls de Chicago - Cavaliers de Cleveland  105-96
  - 25 mai : Bulls de Chicago - Cavaliers de Cleveland  85-99
  - 27 mai : Cavaliers de Cleveland  - Bulls de Chicago 89-112
  - 29 mai : Bulls de Chicago - Cavaliers de Cleveland  99-94

#### Conférence Ouest
- Portland TrailBlazers - Jazz de l'Utah : 4-2
  - 16 mai : Jazz de l'Utah	- Trail Blazers de Portland 88-113
  - 19 mai : Jazz de l'Utah - Trail Blazers de Portland 102-119
  - 22 mai : Trail Blazers de Portland - Jazz de l'Utah 89-97
  - 24 mai : Trail Blazers de Portland - Jazz de l'Utah 112-121
  - 26 mai : Jazz de l'Utah - Trail Blazers de Portland 121-127
  - 28 mai : Trail Blazers de Portland - Jazz de l'Utah 105-97

### Finales NBA
- Bulls de Chicago - Portland TrailBlazers : 4-2
  - 3 juin : Portland TrailBlazers -	Bulls de Chicago 89-122
  - 5 juin : Portland TrailBlazers - Bulls de Chicago 115-104
  - 7 juin : Bulls de Chicago - Portland TrailBlazers 94-84
  - 10 juin : Bulls de Chicago - Portland TrailBlazers 88-93
  - 12 juin : Bulls de Chicago - Portland TrailBlazers 119-106
  - 14 juin : Portland TrailBlazers - Bulls de Chicago 93-97